# Zilpa
Zilpa è una donna citata nel testo della Genesi. Ella fu l'ancella che Lia diede in moglie a Giacobbe per ottenere una prole dal momento che la sua padrona aveva cessato di aver figli.

## Racconto biblico
Per capire bene il contesto del personaggio biblico qual è stata Zilpa, bisogna concepire il fatto che esisteva una sorta di rivalità tra la sua padrona (Lia) e Rachele, entrambe mogli di Giacobbe. Tale contrasto influi profondamente sulla trama della vita di Giacobbe e della sua discendenza tanto che le sue mogli, entrambe - in un primo momento - sterili, arrivarono al punto di dargli in moglie le loro ancelle: Zilpa e Bila. Codeste diedero alla luce i primi piccoli discendenti di Israele. I figli di Zilpa furono Gad e Aser.